# Joseph Pierre Lamek
Joseph Pierre Lamek (1908-1972), est un pédagogue et professeur de français franco-libanais (libanais d'expression française) nationalisé uruguayen. Élève de Jean Piaget et collègue de Roger Cousinet, il contribue à la diffusion des nouvelles théories éducatives en Amérique du Sud, notamment en Uruguay. En tant que député national au parlement uruguayen, M. Lamek propose la création d'une université au nord de l'Uruguay dans le cadre d'un projet de développement social qui vise à descentraliser le monopole universitaire de la capitale (Montévidéo).
Fondateur de l'Alliance Française de Tacuarembó (en province uruguayenne) M. Lamek devient un promoteur actif de la langue française recevant, pour les services rendus à la francophonie, la médaille d'honneur de l'Alliance française. À Paris, ses travaux sur l'éducation lui valent la décoration des Palmes académiques au grade d'officier.

## Biographie

### Enfance et jeunesse au Liban
Joseph Pierre Lamek nait à Jounieh en 1908, petite ville au nord de Beyrouth sous la domination ottomane. Cette province devient ensuite mandat français en 1920. La nouvelle administration empathise avec nombre de libanais chrétiens, comme la famille Lamak (Lamek), les prenant sous sa protection. Le français devient, avec l'arabe sa langue maternelle. À cette époque l'éducation est notamment assurée par des ordres religieux chrétiens, comme les maronites, mais M. Lamek reçoit sa première éducation formelle en français, auprès des frères maristes. C'est alors que naît son attachement à la langue française.

### Premier séjour en Uruguay
La situation politique au Liban devenant tendue il émigre en Uruguay muni d'un passeport franco-libanais. Sa sœur et son beau-frère s'y étant installés depuis peu, dans la ville de Florida. Là-bas il connaît celle qui deviendra sa femme, la pédagogue uruguayenne Josefa Abdo (avec laquelle il entreprendra plus tard la première traduction à l'espagnol du livre La formation de l'éducateur de Roger Cousinet). Une fois mariés ils s'installent dans le nord de l'Uruguay, à Tacuarembó, où ils s'adonnent à l'enseignement. M. Lamek enseigne le français langue étrangère (lycées et collèges - enseignement secondaire) et Mme. Lamek exerce comme maîtresse d'école puis inspectrice régionale à l'enseignement primaire.

#### Fondation de l'Alliance Française à Tacuarembó
Après quelques années de préparation et d'activité comme professeur de français, M. Lamek entreprend les démarches officielles pour la fondation de la filière locale de l'Alliance française, dans la ville de Tacuarembó, qui se concrétise en 1945. Ce centre d'études devient un important foyer local promoteur d'activités de toutes sortes : accueil de troupes de théâtre françaises, bourses d'études pour les élèves locaux, diffusion du français langue étrangère (FLE) dans tous les domaines.

### Bourse du gouvernement français

#### Études à la Sorbonne
En 1951 M. et Mme. Lamek bénéficient d'une bourse d'études du gouvernement français, à la Sorbonne. Le couple s'installe à Paris où ils s'adonnent à l'étude des différents courants pédagogiques du moment, se liant d'amitié avec l'éducateur Roger Cousinet. À la même époque ils font aussi la connaissance du pédagogue suisse Jean Piaget dont les thèses éducatives novatrices (pour l'époque) influent beaucoup sur eux.

#### Collaborations à l'Alliance Française de Paris
En tant que directeur d'Alliance Française de province M. Lamek fait la connaissance, entre autres, de Marc Blancpain et de Gaston Mauger, ce dernier, dans la première édition de son Cours de langue et de civilisation françaises (Tome IV, Hachette, 1953), le remercie dans le prologue pour ses contributions et suggestions.

##### Décorations Françaises
La bourse éducative touchant à sa fin, les travaux du couple Lamek se font remarquer. M. Lamek reçoit d'un côté la médaille d'honneur de l'Alliance Française de Paris et finalement le Ministère de l'Instruction Publique (actuel Ministère de l'Éducation Nationale) lui décerne la décoration des Palmes académiques au grade d'officier.

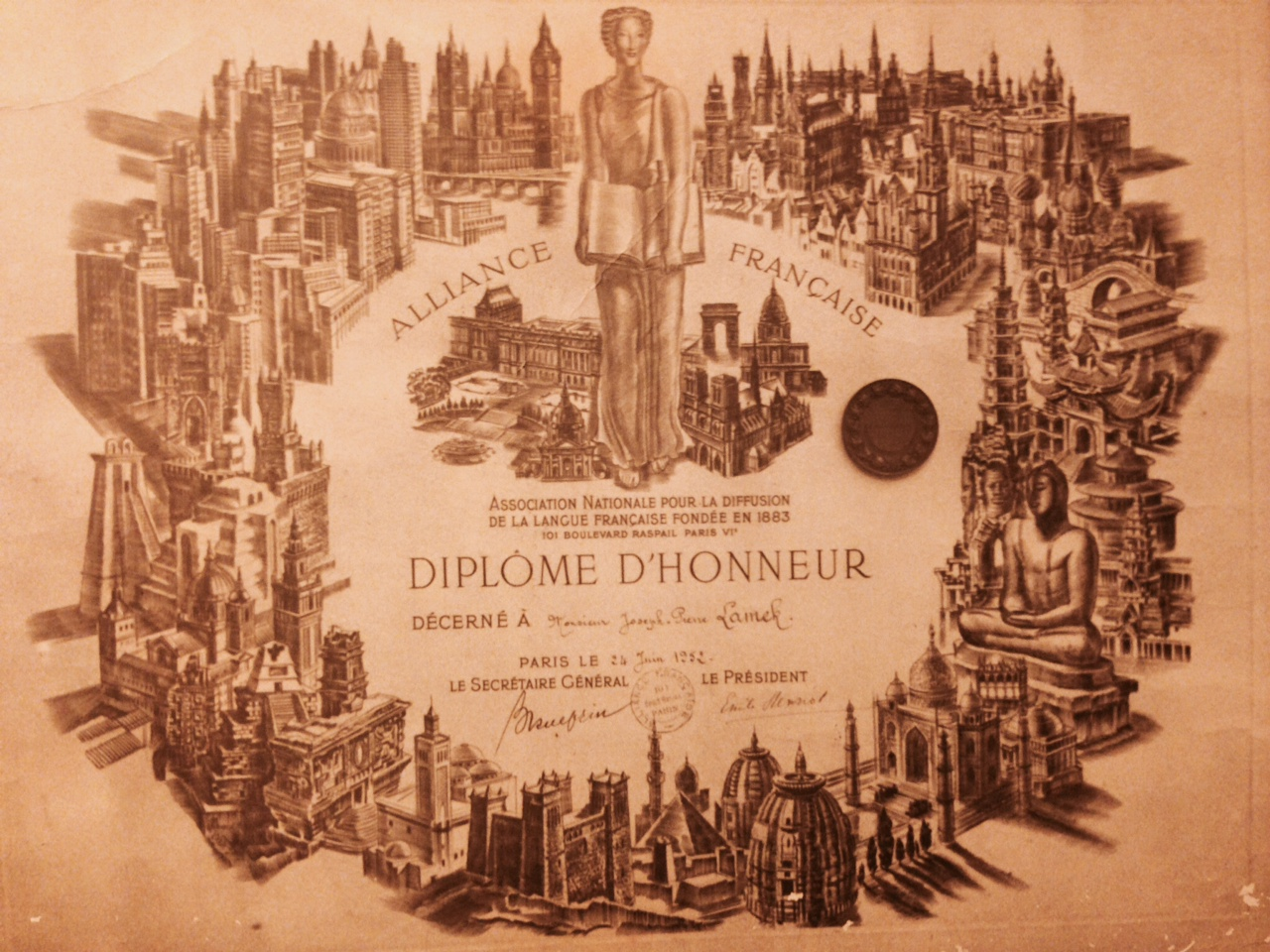
Le diplôme accompagnant la médaille d'honneur de l'Alliance Française décerné à M. Lamek en 1952. Image gentiment pourvue par la famille Lamek.

#### Séjour au Liban

##### Décorations libanaises
Avant de rentrer en Uruguay le couple entreprend un bref séjour au Liban où le parcours pédagogique de M. Lamek est remarqué. Il reçoit en 1954 la médaille de l'Ordre de l'Instruction Publique (première classe - vermeil) décernée par le président de la toute nouvelle République Libanaise, suivie de l'Ordre National du Cèdre, octroyée la même année.º

#### Retour en Uruguay
Finalement le couple revient en Uruguay s'installant à nouveau dans la ville de Tacuarembó. Leur expérience en France devenant cruciale pour leur activité pédagogique en tant qu'éducateurs. Ils s'adonnent à l'enseignement des nouvelles théories, notamment les thèses de J. Piaget, focalisant leurs activités dans la formation des enseignants.

##### Traduction deLa Formation de l'Éducateur
À ce titre, ils traduisent l'ouvrage (alors de récente parution) de Roger Cousinet à l'espagnol: La formation de l'éducateur, publié aux éditions argentines Losada en 1961.

##### Francophonie et enseignement du FLE
M. Lamek reprend la direction de l'Alliance Française de Tacuarembó et l'enseignement du français langue étrangère (FLE) dans les collèges et lycées de la ville. Il est en étroit rapport avec les autorités du Lycée Français de Montévidéo (actuel Lycée Français Jules Supervielle) menant des activités communes et jouant un rôle primordial au sein de la communauté francophone de l'Uruguay pendant plusieurs années. Il fait notamment venir à Tacuarembó la plupart des ambassadeurs français dans des visites officielles.
Son expérience dans l'enseignement du FLE fait de lui une référence internationale en la matière, cité dans de nombreux articles et publications comme en témoigne cette citation de l'académicienne espagnole Otilia López Fanego, de l'Institut Cervantes de Madrid.

#### Activité politique et publique
C'est au cours de ses dernières années que M. Lamek éprouve un penchant pour la politique. Il se rallie au parti blanco et est élu représentant de ce parti à l'assemblée locale (Junta departamental) de Tacuarembó où il siège en tant que député local (edil) entre 1959 et 1961. Il parvient même à la présider, faisant preuve d'un attachement à cette ville inouï pour un étranger.
Il participe activement à la création du Département Municipal de la Culture (Departamento Municipal de Cultura) en 1959, intégrant la commission désignée pour le mettre en place.

##### Blason de Tacuarembó
C'est en tant que edil (député local) du parti blanco qu'il propose à la Junta Departamental(assemblée locale) la création d'un blason officiel pour cette province qui est finalement approuvé en 1960.

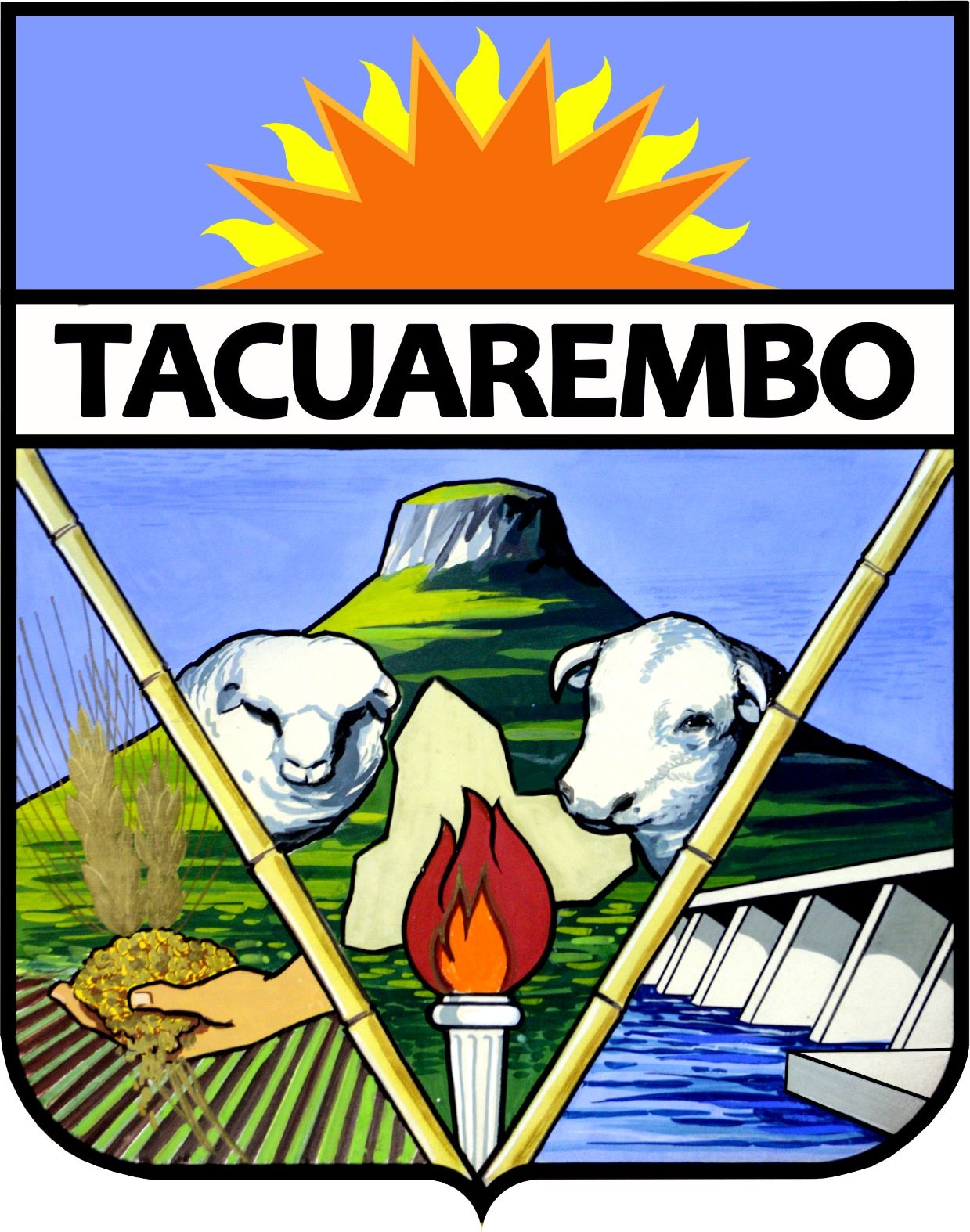
Le blason de la province de Tacuarembó, proposé par J. P. Lamek à la Junta Departamental (assemblée locale) et approuvé le 29 décembre 1960.

##### Projet de loi sur l'Université du Nord
Nationalisé uruguayen, il est élu par la suite député national, siégeant au parlement uruguayen. C'est alors qu'il se fait remarquer par son projet visant à créer une université au nord de l'Uruguay afin de décentraliser le monopole de l'éducation tertiaire, concentrée à Montévidéo (capitale du pays).
Le projet de l'Université du Nord (Universidad del Norte) entièrement rédigé par lui est présenté devant le parlement en 1963. Il précise que l'Université du Nord doit avoir son siège dans la ville de Tacuarembó étant donné sa situation géographique stratégique en plein cœur du nord du pays. Le vote ne  lui est cependant pas favorable et le projet ne se concrétise pas. Pendant des années cette volonté de décentraliser l'éducation tertiaire stagne jusqu'à ce que, à partir des années 2000, des chercheurs et politiciens le fassent resurgir de l'ombre.
De nombreuses personnalités et médias locaux commencent à revendiquer ce projet de loi, encouragés par des initiatives de décentralisation universitaire entreprises par d'autres villes du pays.
La chercheuse et docteur en sciences sociales uruguayenne María Eugenia Jung fait référence à ce projet de loi dans une publication du CESOR, parue en 2013, à laquelle elle participe avec un article sur le sujet de la décentralisation universitaire en Uruguay (Descentralización Universitaria en Uruguay)
La chercheuse allemande Amalia Stuhldreher vient tout récemment de faire un compte-rendu de ce projet, présentant le fruit de ses recherches dans un livre en 2014, intitulé Présence Universitaire en Province (Presencia Universitaria en el Interior) parrainé par la Universidad de la República (UdelaR). Elle souligne, entre autres, la participation pionnière de M. Lamek au courant de décentralisation de l'université en Uruguay.

## Distinctions et hommages
- - Médaille d'Honneur de l'Alliance Française (France)
  - Officier de l'Ordre des Palmes académiques (France) 
  - Médaille de l'Ordre de l'Instruction publique (Liban) (première classe- Vermeil)
  - Officier de l’Ordre du Cèdre (Liban) 
  - Hommage rendu par l'Ambassade du Liban en Uruguay[10]